# Kingsdown, Dover
Kingsdown är en ort i grevskapet Kent i sydöstra England. Orten ligger i distriktet Dover och civil parishen Ringwould with Kingsdown, strax söder om Deal. Tätorten (built-up area) hade 1 692 invånare vid folkräkningen år 2021.